# Magyar számnevek etimológiája
A magyar számnevek etimológiájával kapcsolatos korábbi feltevésekkel ellentétben (melyek szerint a magyar nyelvben először, hetes, illetve nyolcas számrendszer volt használatos, és ebből alakult ki a tízes) ma már azt feltételezzük, hogy az ősmagyar kor elején már a tízes számrendszer volt használatban. Az egy, kettő, három, négy, öt, hat, hét, nyolc, kilenc szavunk elődei már jelen voltak a nyelvben, míg a ’tíz’-et a mai hatvan, hetven szavunkban is megjelenő -van, -ven képző ősével (*mone) fejezték ki. Kilenc számnevünk a tíz számnévből való visszaszámlálást tükrözi (lásd lentebb).
A legtöbb számnév szóösszetétellel jött létre, pl. harminc, negyven.
Más uráli nyelvekben is ismert jelenség, hogy egy számnévnek főnévként és melléknévként más alakja van, pl. két férfi, de kettő.

## Egy
Finnugor eredetű szavunk, a közelre mutató e- i- (ez, ide stb.) névmásképzőből alakult ki. A közelre mutató e- névmásképzőnek az osztjákban és a finnben is van számtani jelentésű származéka. Jelentései: ‹számnév› ‘a számsor első tagja’, ‹határozatlan névelő›. Származékai: egyes, egyik, egyszer, egyszeres, egyszeri, egység, egységes, egységesít, egységesül.
Igen régi szavunk, már a Halotti Beszédben is szerepel: „tilutoá üt igy fa gyimilcsétül”.
Eredeti jelentése ’máshoz’ viszonyítva ’ez itt’, vagy kettő közül az első. Mai számtani jelentése is ebből alakult ki.

## Két
Ősi finnugor szó, de az is elképzelhető, hogy még az uráli korból maradt ránk. Az alapnyelvi alak *kakta/käktä lehetett. A szó belseji kt→tt→t hangváltozás ugyanaz a folyamat, mint ami tetem szavunknál is megfigyelhető. A szó belseji é magánhangzó eredetileg nyílt e lehetett, erre utalnak a két szóból származó szavaink (kedd, kettő).
A húsz szavunkkal nem rokonítható.

### Kettő
A két szóból alakult ki, de a folyamat vitatott. Valószínűleg a kettébe -> kettőbe szóváltozatok közül a utóbbiból vonódhatott el a kettő. A kettő a két számnév származéka, ám kialakulása módjáról vita folyik. Lehet, hogy eredetibb kető formája olyan képződmény, amely az ősi duális (kettős szám) jelét őrzi, mint a vogul kiteg és osztják ketken (‘kettő’). Lehet az is, hogy az -é lativusi rag -ő változatát viseli, és így a ketté alakváltozata. Kétségtelen, hogy az utóbbinak a régiségben valóban akad kettő alakváltozata, mégis a fentebbi magyarázat a valószínűbb.

## Három
Finnugor örökség (vogul korem, mordvin kolmo, finn kolme), az alapalak *kolme/*kulme lehetett, az l→r hangváltozás ugyanaz a folyamat, mint ami a világ→virág szavainknál megfigyelhető, valószínűleg már az ugor korban lejátszódott. Származékai: hármas, harmad, harmadik, harmados, harmadol, háromszor, háromszoroz, harmadszor, háromság, hármasság.

### Harminc
Összetett szó, a három eredetibb alakjából és az -nc képzőből áll össze. Az -nc ősköri permi jövevényszó (eredeti alakja mis), jelentése ’tíz’. (Lásd még nyolc, kilenc szavunknál.)

## Négy
Finnugor eredetű szavunk, alapnyelvi alakja *neljä lehetett, régebbi formája a nyílt e-s negy, amely negyven szavunkban is megjelenik.

### Negyven
Szintén összetett szó, a négy régebbi formájából és a -ven képzőből áll össze, melynek jelentése ’tíz’.
Régebbi feltevésekkel ellentétben nem török eredetű szó.

## Öt
Ősi örökség a finnugor korból: vogul eit, zürjén vit, mordvin vete, lapp vita. Az alapnyelvi *ßitte alakból ütt → üt, majd nyíltabbá válással öt lett.

### Ötven
Összetett szavunk, tagjai az öt, és a ’tíz’ jelentésű -ven képző.

## Hat
Finnugor eredetű szavunk, alapnyelvi alakja valószínűleg a *kutte lehetett.

### Hatvan
A van (*mone) szavunk eredeti jelentése tíz lehetett, így a hatvan szavunk jelentése valójában hat-tíz. Ugyanez érvényes hetven szavunkra (hét-tíz), stb. Az összetétel kialakulása valószínűleg egy időre tehető a tízes számrendszer kialakulásával.

## Hét
Ugor kori szavunk, valószínűleg iráni átvétel. A hét szavunk mint a sokaság kerek számmal való megnevezése is jelen volt nyelvünkben, (pl. hét mókusbőr). Az eredeti k kezdőhang helyetti h valószínűleg a hat szavunk analógiájára alakulhatott ki. Kettős szófajú szó (számnév és főnév is).

## Nyolc
Ősmagyar kori szavunk, összetett szó. A nyol- szó ugor kori, eredeti jelentése csomó, nyaláb, köteg (azonos lehet a mai nyaláb alapszavával) A -c képző valószínűleg a kilenc analógiájára alakulhatott ki.

## Kilenc
Összetett szó, azt előtag azonos lehet a kívül, kül/kil változatával, míg az -nc képző a harminc szavunknál is megjelenő ’tíz’ jelentésű szó. A kilenc a korai ősmagyar korban jelent meg, jelentése ’<egy> kivételével tíz’ lehetett.

## Tíz
Származékai: tized, tizedes, tizedel, tízes, tízszeres, tízszerez.
Iráni eredetű szó: óperzsa dasa. Nyelvünkbe egy nyugati középiráni desz alak kerülhetett, a szókezdő d → t hangváltozásra példa tehén, tej.

## Húsz
Finnugor korból származó szavunk. Feltehető, hogy eredetileg nem az absztrakt számra, hanem valamilyen konkrét tárgyra utalt (húsz ujj, később húsz csomó, stb.)
Összetett szó, a hú- embert, férfit jelentett eredetileg, és mivel az embernek húsz ujja van, jelentésfejlődésen keresztül a szó felvette a húsz jelentést is.

## Száz
Származékai: százas, század, századik, százados, százalék, (le)százalékol.
Ősi örökség a finnugor korból: vogul szat, cseremisz suda, finn sata (‘száz’). A finnugor nyelvekben indoeurópai jövevényszó: szanszkrit csatam, óperzsa szatem, orosz szto. A finnugor tőbeli t magyar z megfelelése szabályos, lásd ház, kéz.

## Ezer
Iráni, azon belül alán eredetű szó, (jelentése rengeteg, töménytelen). Nem finnugor szó.